# Psila acmocephala
Psila acmocephala är en tvåvingeart som beskrevs av Shatalkin 2000. Psila acmocephala ingår i släktet Psila och familjen rotflugor.
Artens utbredningsområde är Sichuan (Kina). Inga underarter finns listade i Catalogue of Life.